# مندلي (مدينة)
مندلي (بالكردية: مەندەلی، Mendelî) هي قضاء ضمن محافظة ديالى، ضمن المناطق المتنازع عليها، العراق. وتتكون من أربع محلات، قلعة بالي، بوياقي، السوق الصغير، السوق. سكانها غالبيّة كُرديّة وأقلية عربية. شهدت المدينة عملية تطهير عرقي حيث تم مهاجمة سكانها الكرد وشُجعت المستوطنين العرب على الاستقرار في المدينة. وقد تعرضت مندلي إلى النسيان بسبب أزمة المياه والحرب العراقية الإيرانية بعد أن كانت مزدهرة طيلة العقود الماضي، من أبرز معالمها نصب عروس مندلي الموجود في مدخل المدينة.

## التاريخ
الاسم السابق للمدينة كان «بندينك» والتي كانت عاصمة الإمارة الكُرديّة بني أمز. شكل الكرد 50٪ من السكان في عام 1947 واستمرت الغالبية طوال الخمسينيات. تم ترحيل حوالي 4،000 عائلة كردية من المدينة بعد انهيار الحركة الكردية عام 1975.
خلال سبتمبر 1980 من الحرب الإيرانية العراقية، تعرضت المدينة والقرى المجاورة الأخرى لهجوم من قبل القوات الإيرانية. كان عدد سكان البلدة 25،656 نسمة عام 1977 لكنه انخفض إلى 8،092 عام 1987. صدر مرسوم جمهوري بإنشاء قضاء بلدروز عام 1987 والتي ألحقت بها مندلي.

## السكان
كان عدد سكانها عام 1947م 52 ألف نسمة من حوالي 40 عشيرة مختلفة من الأكراد والعرب والتركمان والفرس. وكان بها يهود قبل هجرتهم إلى إسرائيل.[بحاجة لمصدر]

## الموقع
تقع مندلي على بعد 160 كم شمال شرق مدينة بغداد ومندلي كانت تتبع إلى لواء بغداد في زمن الحكم الملكي وتبعد 5 كيلو متر عن مدينة سومار الإيرانية.

## الزراعة
كانت بساتين المدينة تنتج أفخر أنواع التمور وأندرها وكان بها مليون ونصف نخلة، إلا أن السد الذي أنشأه شاه إيران في ثلاثينيات القرن الماضي على وادي نهر كنكير حرمها المياه الكافية مما ألحق دماراً كبيراً بالنخيل وتسبب ذلك بهجرة غالبية أبناء المدينة حينذاك. وبعد عام 1982م أصبحت مندلي الخط الأمامي في جبهة الحرب العراقية الإيرانية مما أدى إلى نزوح أهلها منها إلى مدن أخرى مثل بلدروز وبعقوبة وبغداد. وتم تنزيلها من قضاء إلى ناحية بعد أن كانت من أولى الأقضية في العراق.

## شكاوى الأهالي
يشكي الأهالي من إهمالها وتنزيل مكانتها إلى ناحية بعد أن كانت قضاء.

## مقاطع عن مندلي
- حكاية مكان مندلي ج 1 إخراج صادق محمد سايه